# Pedro Torres
Pedro Torres Cruces (født 27. april 1949 i Humilladero) er en tidligere spansk landevejscykelrytter som vandt den prikkede bjergtrøje i Tour de France 1973.